# Área de Proteção Ambiental do Parque Distrital Salto do Tororó
A Área de Proteção Ambiental do Parque Distrital Salto do Tororó é uma unidade de conservação localizada no Distrito Federal, Brasil. Esta APA foi criada visando preservar os recursos naturais, a biodiversidade e as paisagens do local, promovendo o desenvolvimento sustentável e a educação ambiental. O Parque Distrital Salto do Tororó é uma unidade de conservação de proteção integral localizada na porção centro-sul do Distrito Federal, na Região Administrativa de Santa Maria (RA VIII), entre as rodovias DF-001 e DF-140, aproximadamente 12 km a sudoeste da cidade de São Sebastião.

Instituído pelo Decreto nº 36.472, de 30 de abril de 2015, o parque abrange uma área de aproximadamente 61,358 hectares, com perímetro de cerca de 9.410 metros.Sua criação visa preservar ecossistemas naturais de grande relevância ecológica e beleza cênica, possibilitando a realização de pesquisas científicas, atividades de educação ambiental, turismo ecológico e recreação em contato com a natureza.
A principal atração do parque é a Cachoeira do Tororó, uma queda d'água de aproximadamente 12 metros de altura, formada pelo córrego Pau de Caxeta. O acesso à cachoeira se dá por uma trilha que atravessa trechos de mata de galeria, característica do bioma Cerrado presente na região.
A gestão do Parque Distrital Salto do Tororó está a cargo do Instituto Brasília Ambiental (Ibram), responsável pela implementação de ações de preservação, manejo e promoção de atividades compatíveis visando a conservação da unidade.
A criação do parque reflete o compromisso com a preservação ambiental e a promoção de um ambiente equilibrado para a população do Distrito Federal, assegurando a proteção de importantes remanescentes do bioma Cerrado e de recursos hídricos essenciais para a região.

## Educação Ambiental
O ecoturismo desempenha um papel crucial na conservação e preservação do Cerrado brasileiro, ao promover práticas sustentáveis que aliam a exploração responsável dos recursos naturais à conscientização ambiental. Ao incentivar a visitação consciente, o ecoturismo contribui para a geração de renda local e reforça a importância da manutenção dos ecossistemas nativos. Entretanto, é fundamental que essas atividades sejam bem planejadas e regulamentadas para evitar impactos ambientais negativos, como a degradação de habitats e a perturbação da fauna local.
Em julho de 2023, a Embaixada dos Emirados Árabes Unidos no Brasil organizou uma ação de limpeza na cachoeira do parque, em preparação para a 28ª Conferência de Mudanças Climáticas da ONU (COP 28). Essa iniciativa, realizada em parceria com o Instituto Brasília Ambiental, teve como objetivo sensibilizar a população sobre a importância da conservação ambiental e do descarte adequado de resíduos.
Além disso, o Instituto Arvoredo, uma organização dedicada à promoção da sustentabilidade e educação ambiental, realiza atividades no Parque Distrital Salto do Tororó. Entre as ações promovidas pelo instituto estão passeios ecológicos e trilhas interpretativas, que proporcionam aos participantes uma imersão na biodiversidade local e fomentam a conscientização sobre a preservação dos recursos naturais.
Nesse contexto, parceiros como o Arvoredo destacam-se por suas iniciativas voltadas para a educação ambiental e o ecoturismo responsável no Cerrado. Essas atividades não somente sensibilizam o público sobre a importância da preservação ambiental, mas também fortalecem a conexão da comunidade com o bioma local, incentivando práticas que contribuem para a conservação do Cerrado.

## Flora
A vegetação do parque é caracterizada por fitofisionomias como o cerrado sensu stricto e a mata de galeria. No cerrado sensu stricto, predominam espécies arbustivas e arbóreas de pequeno porte, adaptadas a solos ácidos e bem drenados. Já as matas de galeria, localizadas ao longo dos cursos d'água, apresentam vegetação mais densa e úmida, com árvores de maior porte. Entre as espécies vegetais encontradas na região, destacam-se o Pequi (Caryocar brasiliense), o Barbatimão (Stryphnodendron adstringens) e a Cagaita (Eugenia dysenterica), todas de grande importância ecológica e cultural.

## Fauna
A fauna do parque é igualmente diversa, incluindo mamíferos como o Lobo-guará (Chrysocyon brachyurus) e  o Tamanduá-bandeira (Myrmecophaga tridactyla). A avifauna é representada por espécies como o Carcará (Caracara plancus), o Tucano-toco (Ramphastos toco) e diversas espécies de papagaios e periquitos. Répteis e anfíbios também são comuns, incluindo serpentes como a Jararaca (Bothrops lutzi) e anfíbios anuros adaptados às características do Cerrado.
A preservação dessas espécies é fundamental para a manutenção dos processos ecológicos e da biodiversidade regional, reforçando a importância do Parque Distrital Salto do Tororó como área de conservação, pesquisa científica e ecoturismo.